# 市ノ瀬駅
市ノ瀬駅（いちのせえき）は、山梨県南巨摩郡身延町市之瀬にある、東海旅客鉄道（JR東海）身延線の駅である。

## 歴史
富士身延鉄道が1927年（昭和2年）に身延駅 - 市川大門駅間を開通させるが、それに遅れること4年半、1932年（昭和7年）5月10日に停留場として当駅が開設された。

### 年表
- 1932年（昭和7年）5月10日：富士身延鉄道の市ノ瀬停留場として新設[1][2]。当時から無人駅であった[2]。
- 1938年（昭和13年）10月1日：富士身延鉄道を鉄道省（国鉄の前身）が借り上げ[1][2]。同時に駅に昇格[2]。
- 1941年（昭和16年）5月1日：国有化、鉄道省身延線となる[1]。
- 1987年（昭和62年）4月1日：国鉄分割民営化に伴い、JR東海の駅となる[1][2]。

## 駅構造
単式ホーム1面1線を有する地上駅。身延駅管理の無人駅となっている。ホーム上にはブロック造りの待合所が設けられているが駅舎は無い。ホーム甲斐常葉方端はスロープとなっていてホームへはこのスロープで出入りする。駅の甲斐常葉方にはすぐ市ノ瀬踏切がある。
かつてはホーム上にトイレが設置されていたが、2023年3月31日限りで閉鎖され、その後建物も撤去された。

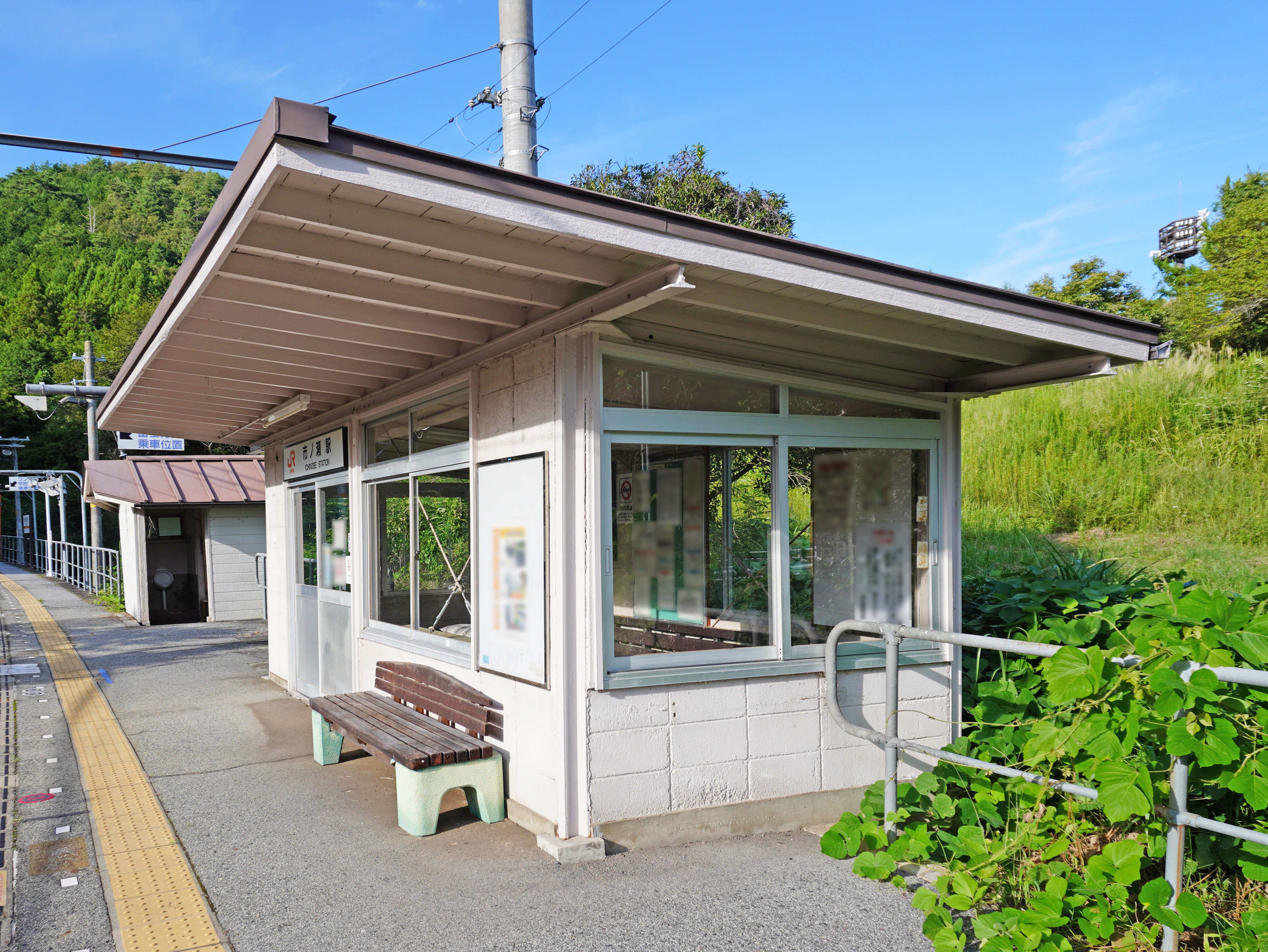
待合所（2022年9月）
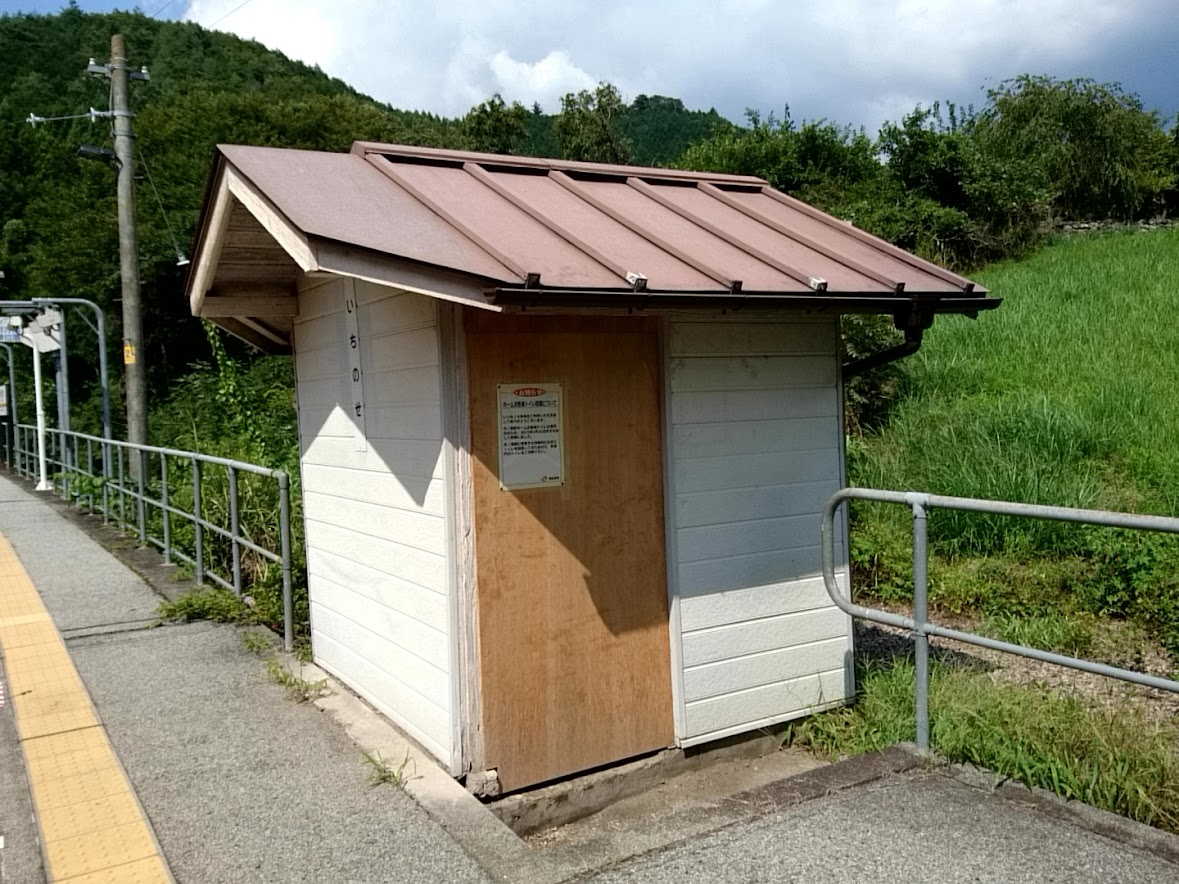
閉鎖されたトイレ (2023年8月）
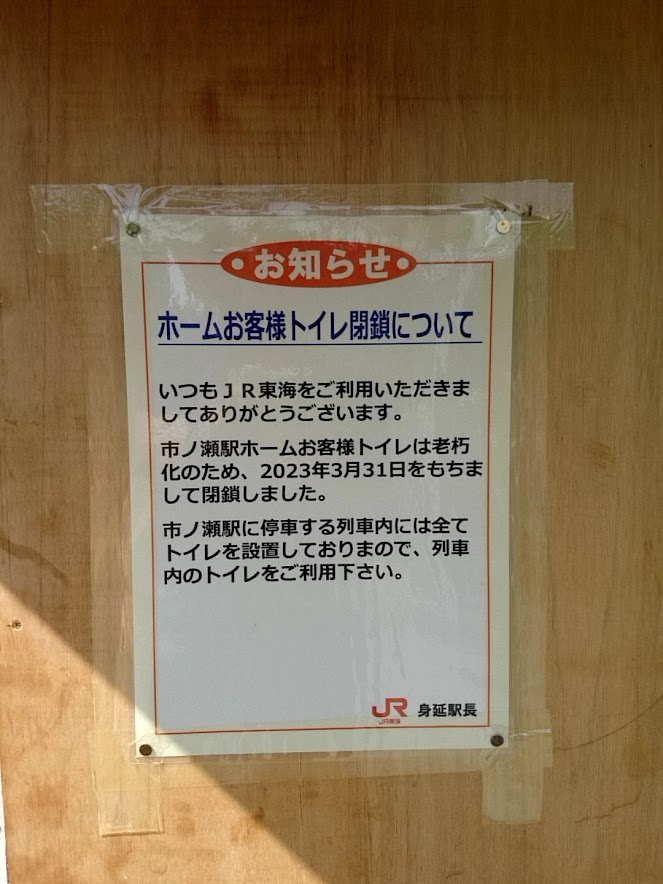
トイレに貼られたお知らせ (2023年8月）
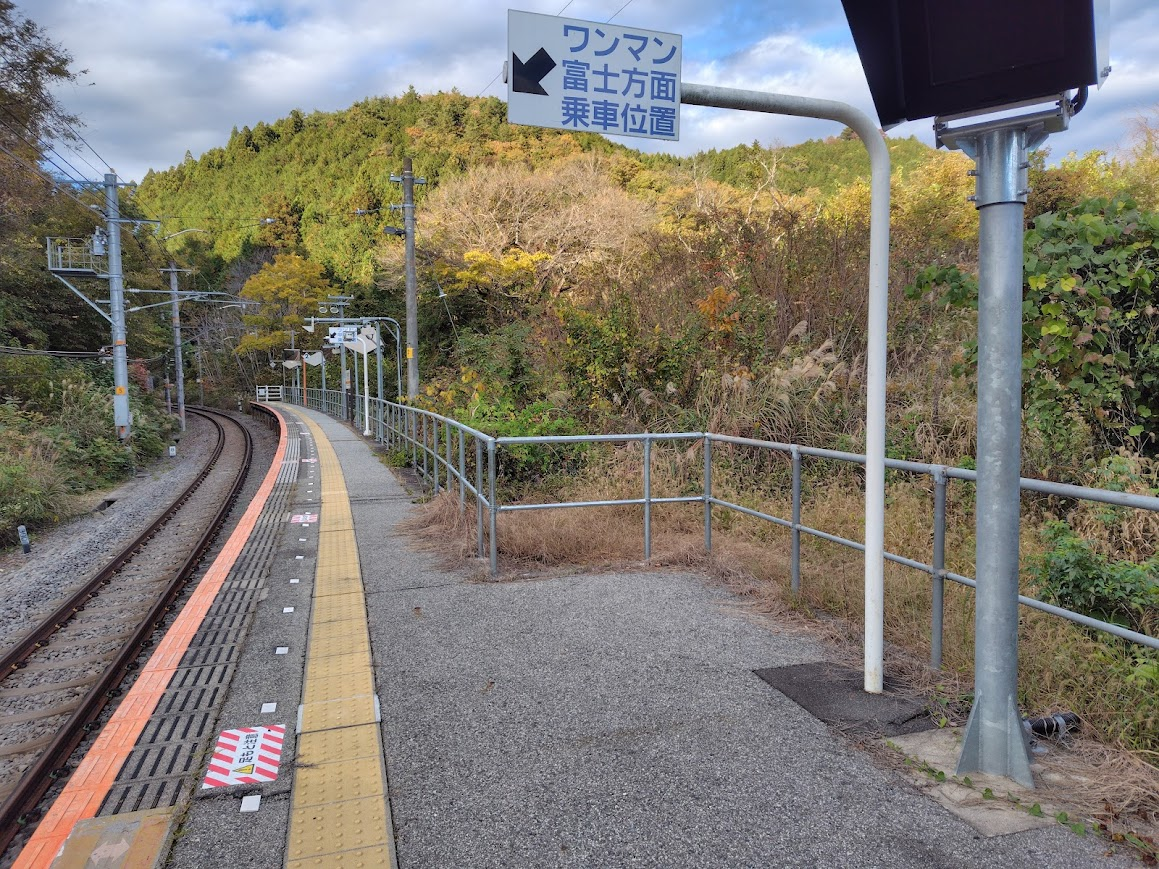
トイレ撤去跡(2024年11月)

## 利用状況
| 乗車人員推移 | 乗車人員推移 |
| 年度         | 1日平均人数  |
| ------------ | ------------ |
| 2005         | 36           |
| 2006         | 31           |
| 2007         | 30           |
| 2008         | 29           |
| 2009         | 25           |
| 2010         | 19           |
| 2011         | 15           |
| 2012         | 18           |
| 2013         | 19           |
| 2014         | 20           |
| 2015         | 16           |
| 2016         | 11           |
| 2017         | 6            |
| 2018         | 5            |

## 駅周辺
常葉川に沿って市之瀬平と呼ばれる平地が開けた中に市之瀬の集落はあり、駅は集落の北西の外れにある。駅の周辺に4・5軒の人家や石材屋が見える他、駅の南200m程の場所や駅から常葉川を渡った対岸の国道300号沿いに、建物が多く見られる。
駅を出て左側に進むとすぐあるのが町民スポーツ広場である。これは当時の下部町によって昭和61年のかいじ国体のなぎなた競技会場として建設されたものである。身延線沿線活性化協議会のイベント会場として使用された時もある。

## 隣の駅
東海旅客鉄道（JR東海）
CC 身延線
甲斐常葉駅 - 市ノ瀬駅 - 久那土駅